# Сабирабад (район)
Сабирабад (на азербайджански: Sabirabad rayonu) е административна единица в южната част на Азербайджан. Административният център е градът Сабирабад.